# Parîșkiv, Barîșivka
Parîșkiv (în ucraineană Паришків) este localitatea de reședință a comunei Parîșkiv din raionul Barîșivka, regiunea Kiev, Ucraina.

## Demografie
Componența lingvistică a localității Parîșkiv
     Ucraineană (97,78%)
     Rusă (2,06%)
     Alte limbi (0,16%)
Conform recensământului din 2001, majoritatea populației localității Parîșkiv era vorbitoare de ucraineană (97,78%), existând în minoritate și vorbitori de rusă (2,06%).